# Улица Межа (Рига)
Улица Ме́жа (латыш. Meža iela — в переводе «Лесная») — улица в Курземском районе города Риги, в историческом районе Агенскалнс. Начинается от перекрёстка Ранькя дамбис и Баласта дамбис, пролегает в юго-западном и западном направлении до перекрёстка улиц Слокас и Баложу.
Общая длина улицы Межа составляет 522 метра. Почти на всём протяжении асфальтирована; отдельные небольшие участки имеют булыжное и гравийное покрытие. На участке от перекрёстка с улицей Эдуарда Смильгя до улицы Нометню движение одностороннее (в сторону улицы Нометню), на остальных участках двустороннее. Общественный транспорт по улице не курсирует.

## История
Улица Межа — одна из старейших в Агенскалнсе. Она сформировалась как путь, ведущий от переправы через Даугаву параллельно улице Калнциема. Нижняя часть улицы показана под 1764 годом как часть Высокой Гагенсбергской дамбы, или дамбы Тортлера, устроенной перпендикулярно реке.
Своё нынешнее название (нем. Waldstrasse, рус. Лесная улица) улица получила в 1861 году; вероятно, оно происходит от существовавшего здесь некогда леса, остатки которого ещё в конце XIX века можно было видеть в конце улицы. С 1961 по 1992 год улица носила название Pilotu iela.

## Примечательные здания
- Дом № 1 — корпуса Рижского технического университета, ранее принадлежавшие лётно-техническому училищу гражданской авиации.
- Дом № 2 — православная церковь Святой Троицы (1892—1895, архитекторы Я.-Ф. Бауманис и Б. М. Эппингер).
- Дом № 3 — корпус Рижского технического университета и RISEBA[5].
- Дом № 4а — жилой дом в стиле неоготики (1912, архитектор М. Нукша), памятник архитектуры[6].

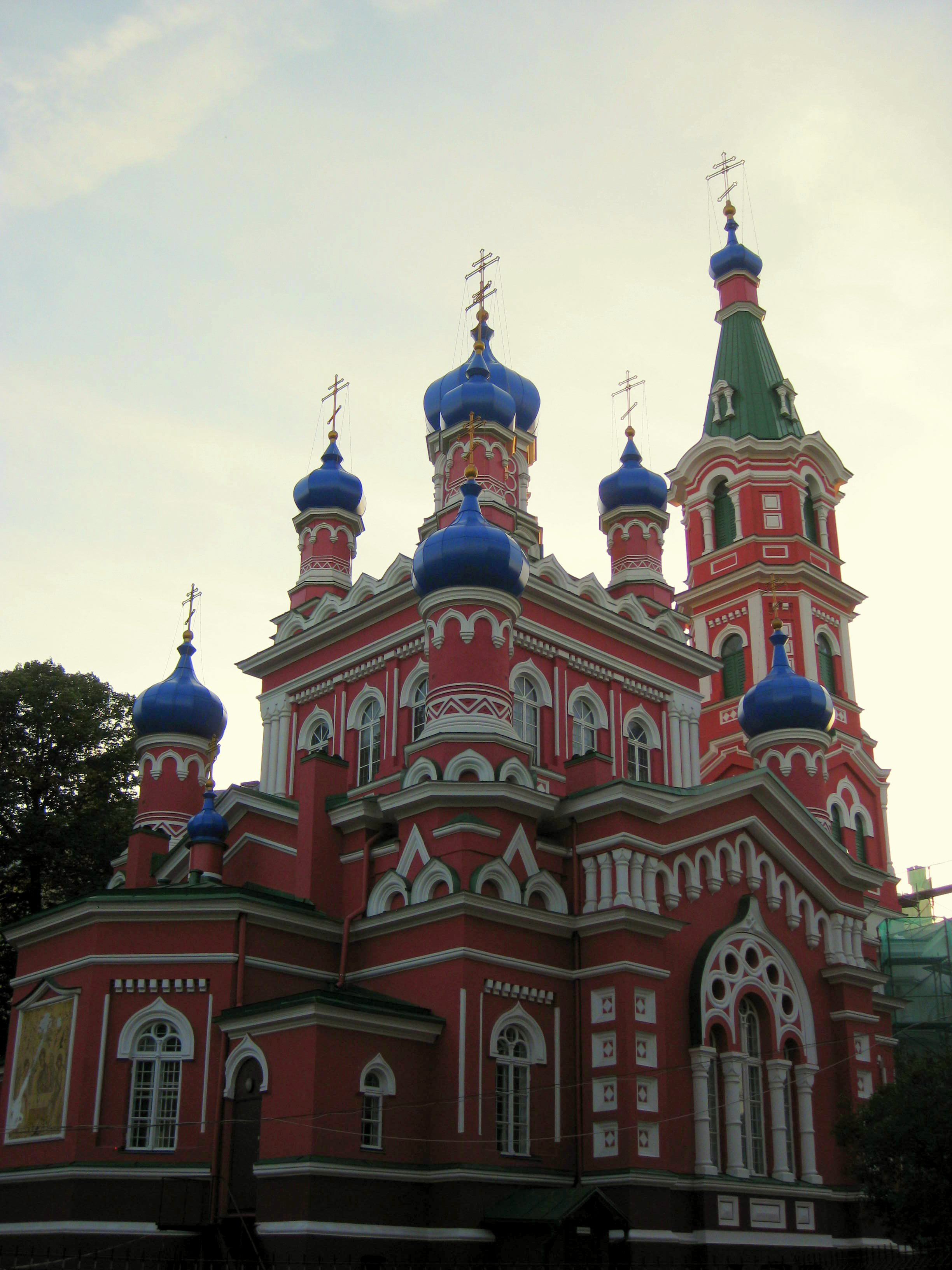
Троицкая церковь (дом № 2)
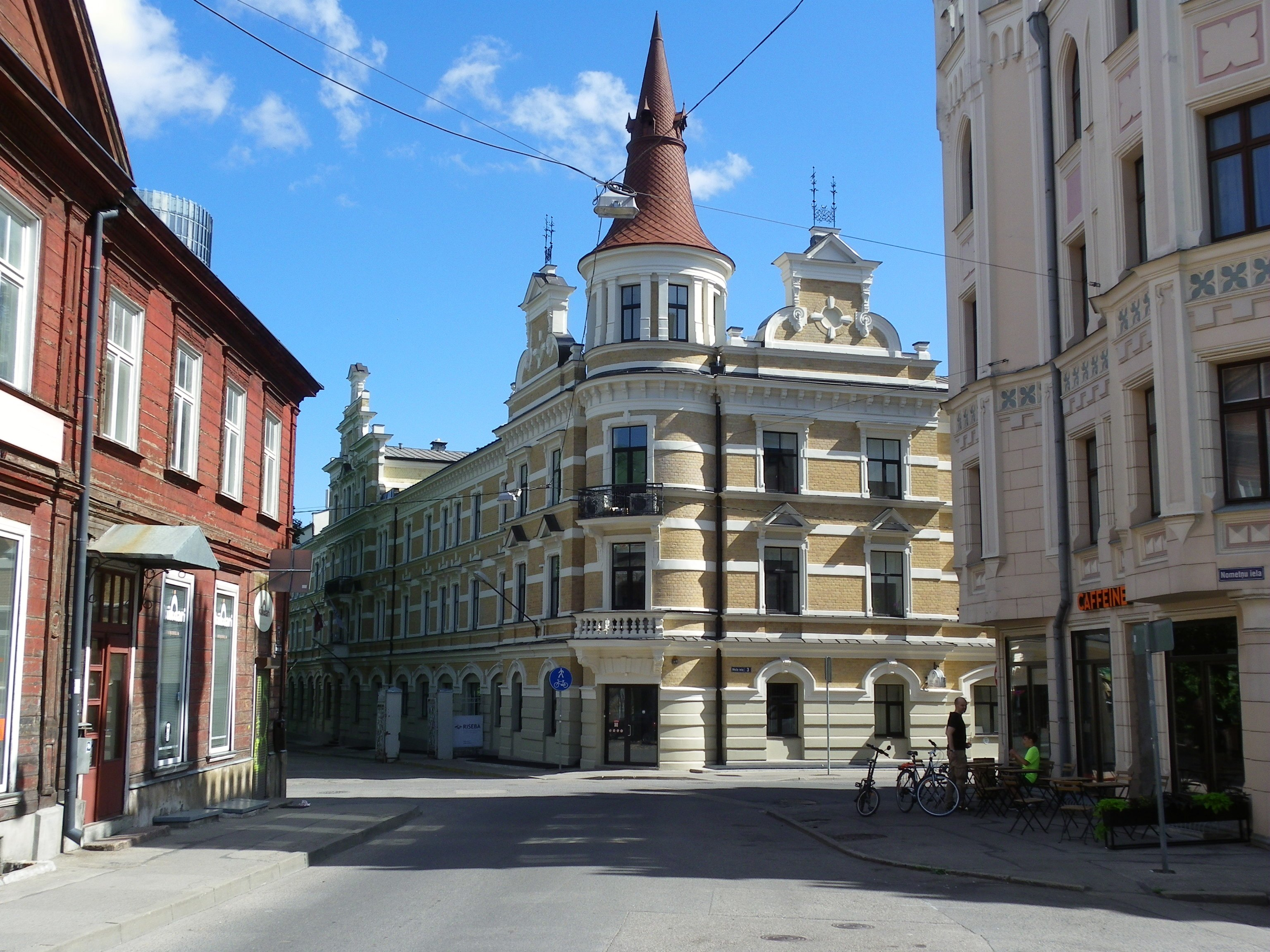
Дом № 3
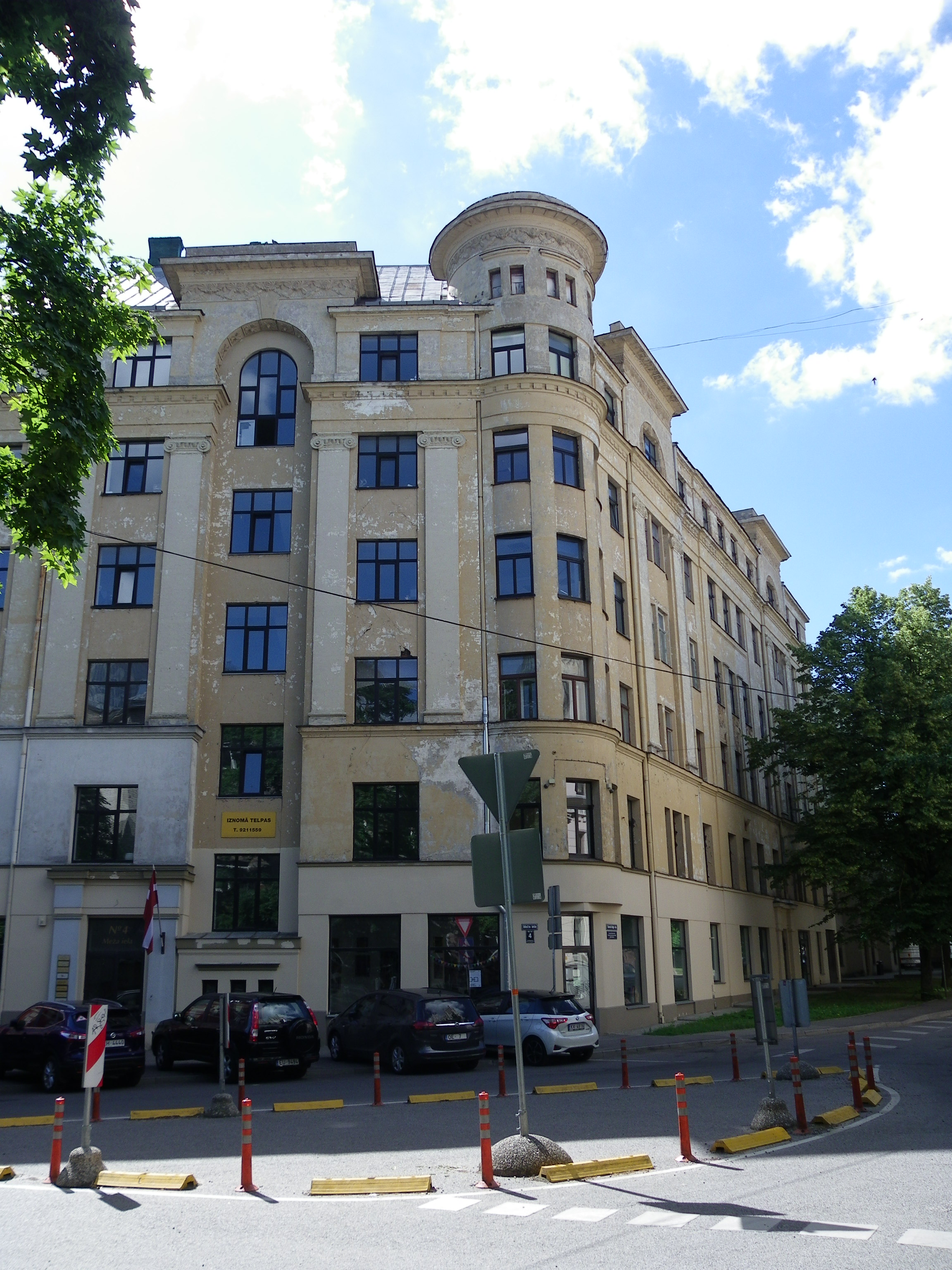
Дом № 4
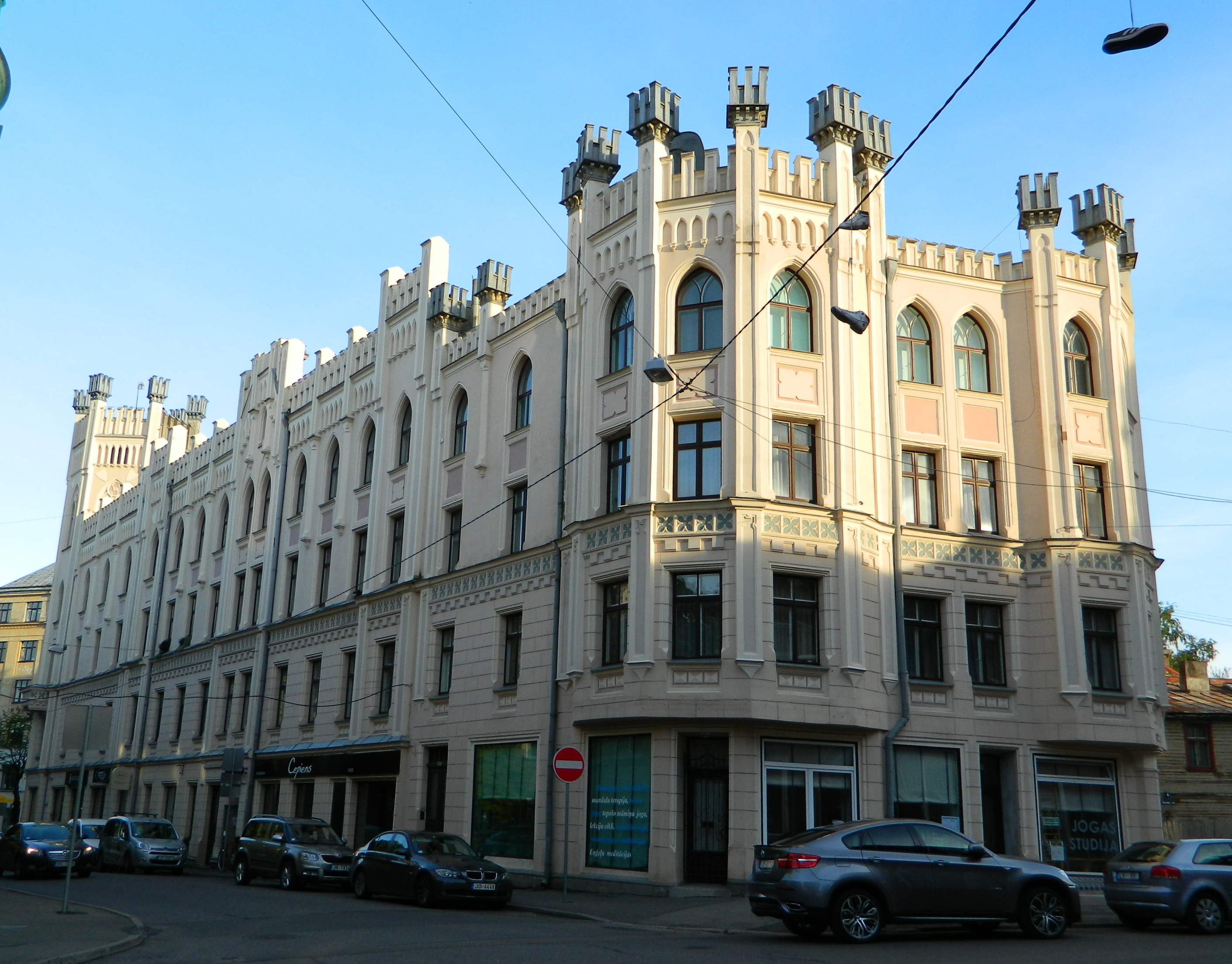
Дом № 4a
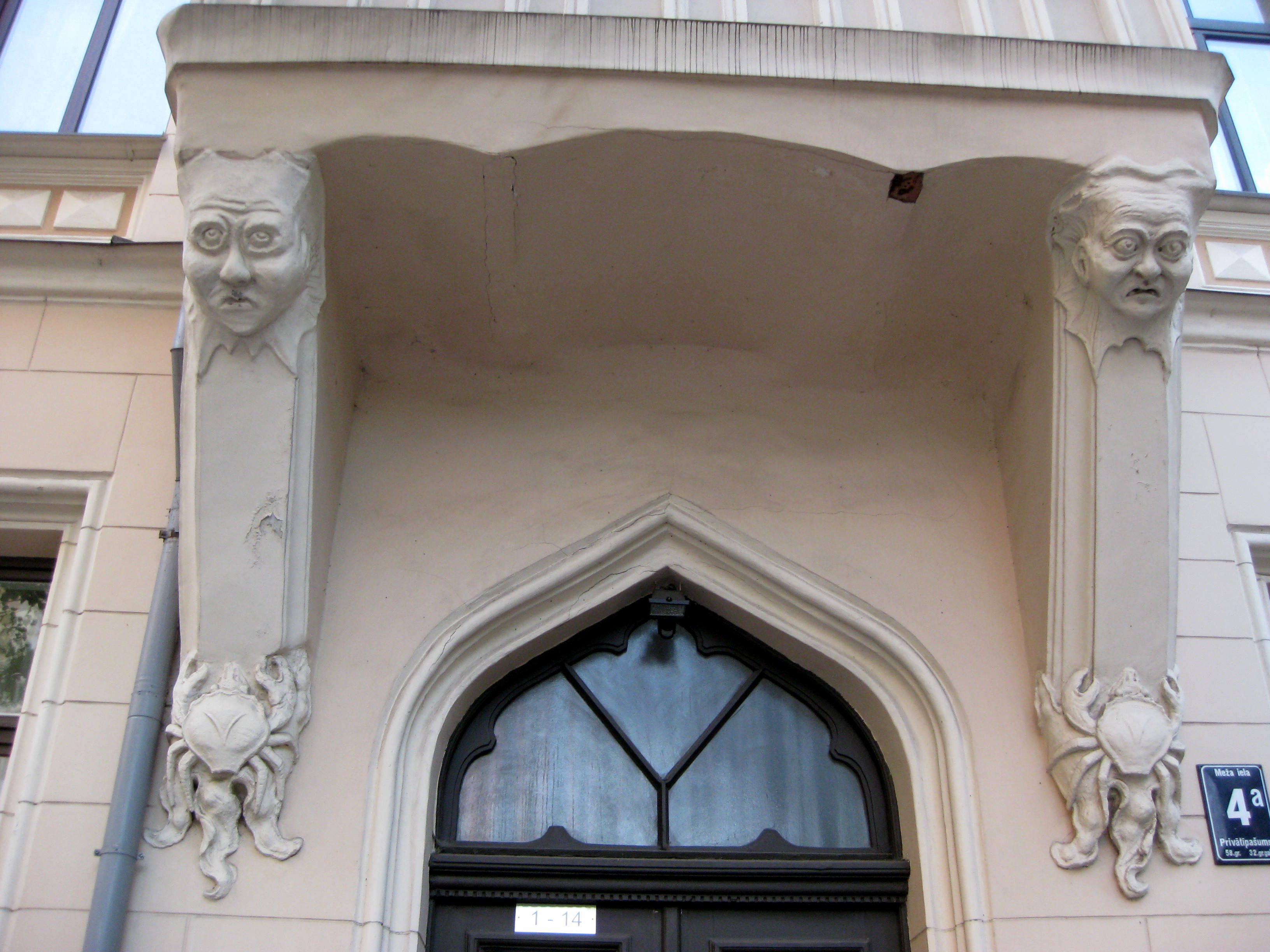
Дом № 4A (фрагмент декора)
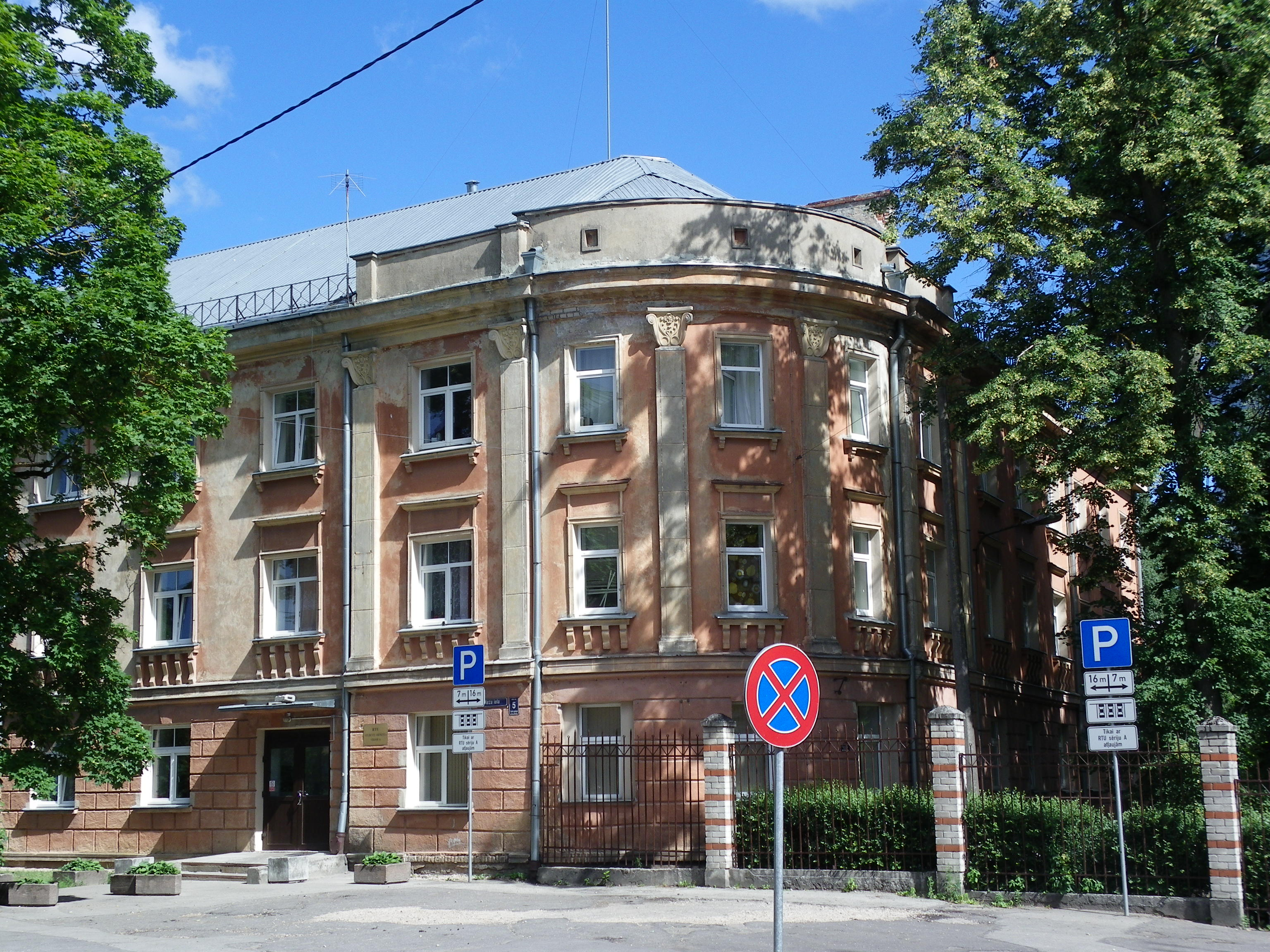
Дом № 5
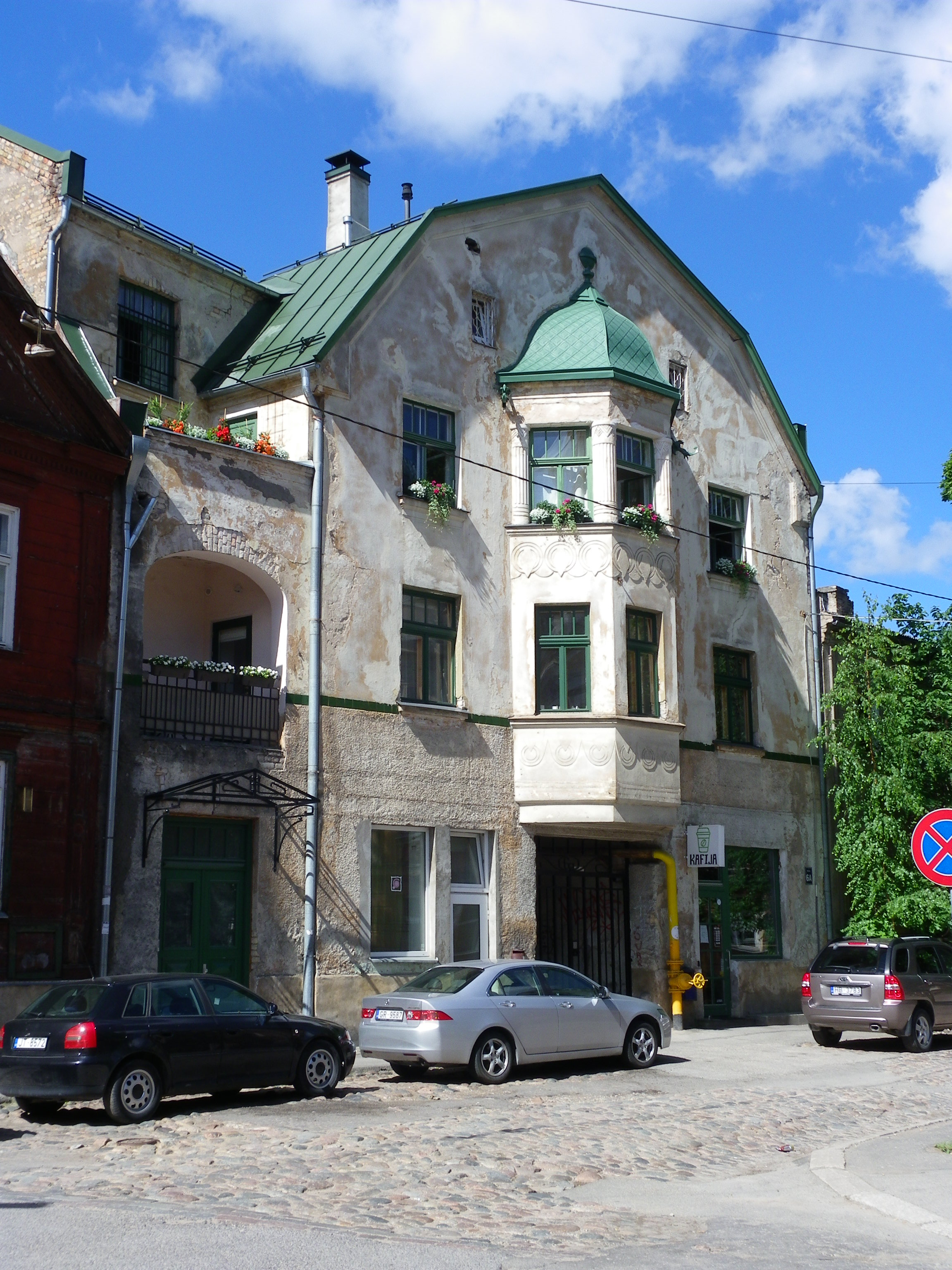
Дом № 6а

## Прилегающие улицы
Улица Межа пересекается со следующими улицами:
- Ранькя дамбис
- улица Даугавгривас
- улица Пукю
- улица Эдуарда Смильгя
- улица Нометню
- улица Сетас
- улица Слокас
- улица Баложу